# Dacos

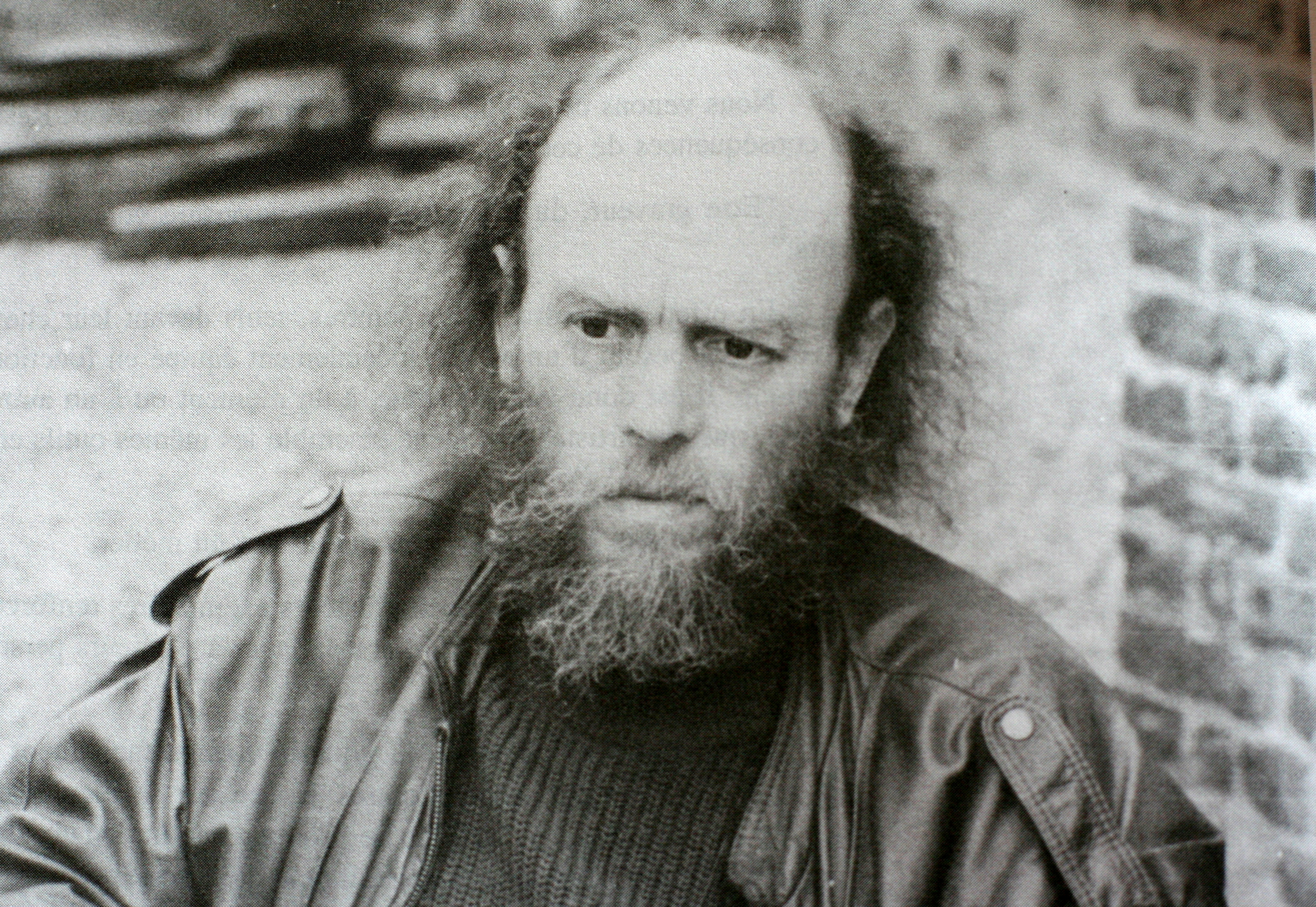
Dacos dans les années 1980.

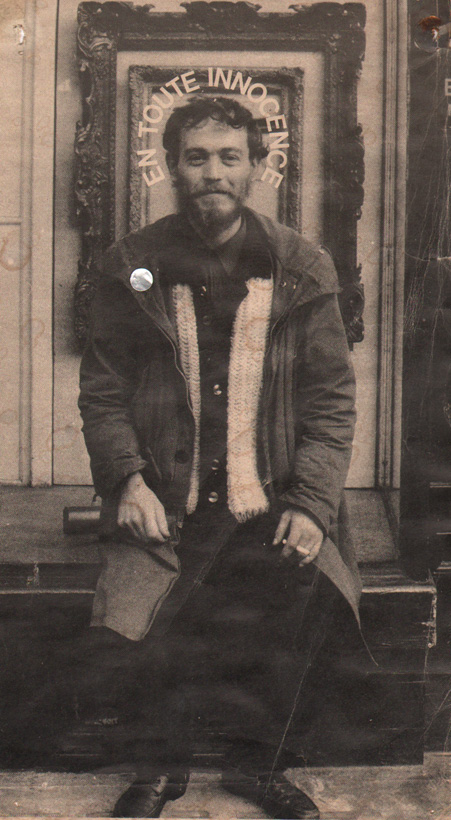
Dacos à la fin des années 1960.

Guy-Henri Dacos, né le 8 septembre 1940 à Huy et mort le 14 juin 2012  à Liège, est un graveur liégeois.

## Biographie
Auteur de centaines de gravures, de lithographies, d'offset et de sérigraphies, présentes dans de nombreux musées, il a souvent collaboré avec des poètes[réf. nécessaire], réalisant des livres d’artistes associant texte et images. Il laisse également une importante œuvre politique sous la forme d’affiches[réf. nécessaire], comme cette femme torse nu recouverte par le texte de la Déclaration universelle des droits de l’homme[réf. nécessaire], cet enfant dénonçant la pauvreté[réf. nécessaire], cette affiche sur la Palestine[réf. nécessaire].
Il devient professeur à l'Académie des Beaux-Arts de Liège en 1973, année où il reçoit le Grand Prix Quinquennal de gravure de la Ville de Liège. Reconnu comme un excellent technicien[réf. nécessaire], il forme plusieurs générations de graveurs[réf. nécessaire]. Il s'investit dans la vie artistique collective, à travers de nombreuses organisations, dont la « Nouvelle poupée d’encre[réf. nécessaire]. » Il a notamment exposé en France[réf. nécessaire], au Portugal[réf. nécessaire] et en Belgique. Reconnu par de nombreux prix, en Belgique et à l'étranger, notamment : Cerveira[réf. nécessaire] (2003), Belgrade (2011)[réf. nécessaire], Grand Prix de Gravure de la Ville de Liège (1973) et Prix de Consécration de la Province de Liège 1999. En 1980, Alain Daniel réalise La fête lente, téléfilm d’une heure autour de Dacos et de son œuvre, pour une chaîne de télévision belge.

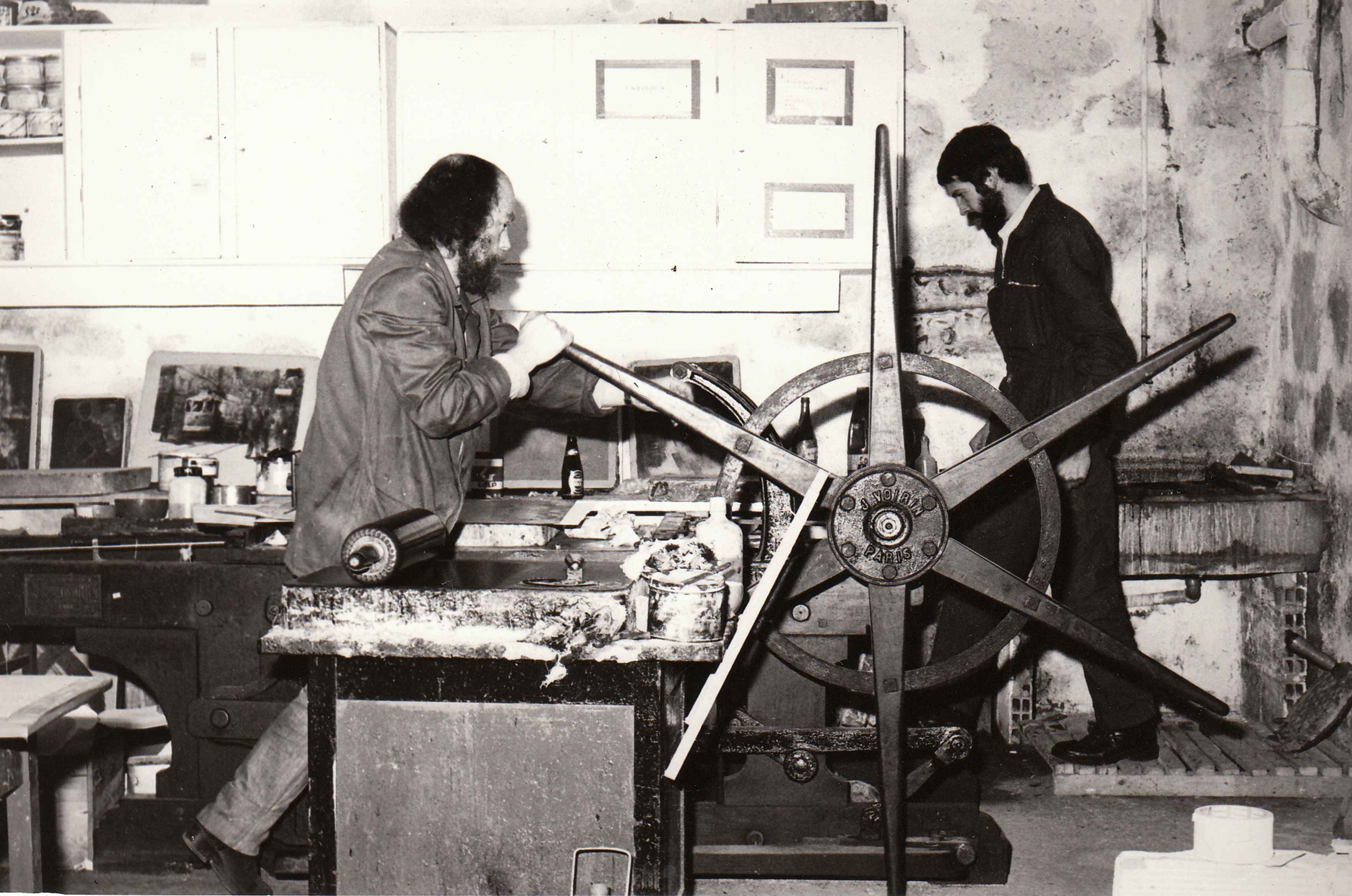
Dacos au travail au Portugal dans un atelier de gravure. Fin des années 1960. Photographie anonyme conservée dans la collection particulière de Dacos.

En 2008, il contribue à illustrer le recueil de poèmes Trop tard de Laurent Demoulin (Prix Marcel Thiry 2009).
En 2018 paraît Dacos. Belge devenu graveur, aux Editions Yellow Now (Belgique). Ce catalogue raisonné de son oeuvre fait cinq volumes en couleurs.
En 2019 l'université de Liège publie en libre accès et en licence Creative Commons 1501 oeuvres sur son site d'images patrimoniales, DONUM : https://donum.uliege.be/handle/provenance/dacos

## Collections publiques
Cette liste est élaborée grâce au livre Dacos : graveur de Linda Doria, sauf mention contraire.
- Cabinets des Estampes de Liège, Bruxelles et Paris.
- Collections de l’État belge et de la Province de Liège.
- Musées de Lodz (Pologne), La Havane (Cuba), Courbevoie (F), Martigues (F), Cul des Sarts, Mariemont, Stavelot, Louvain la Neuve, Musée de la Vie Wallonne (Liège), Centre de Gravure de La Louvière.
- Bibliothèques Nationales de Bruxelles, Luxembourg, Madrid, Québec, Ottawa.
- Bibliothèque Municipale de Bagnolet (France), Bibliothèque Chiroux (Liège), Nowohuckie Centrum Kultury, Cracovie (Pologne).

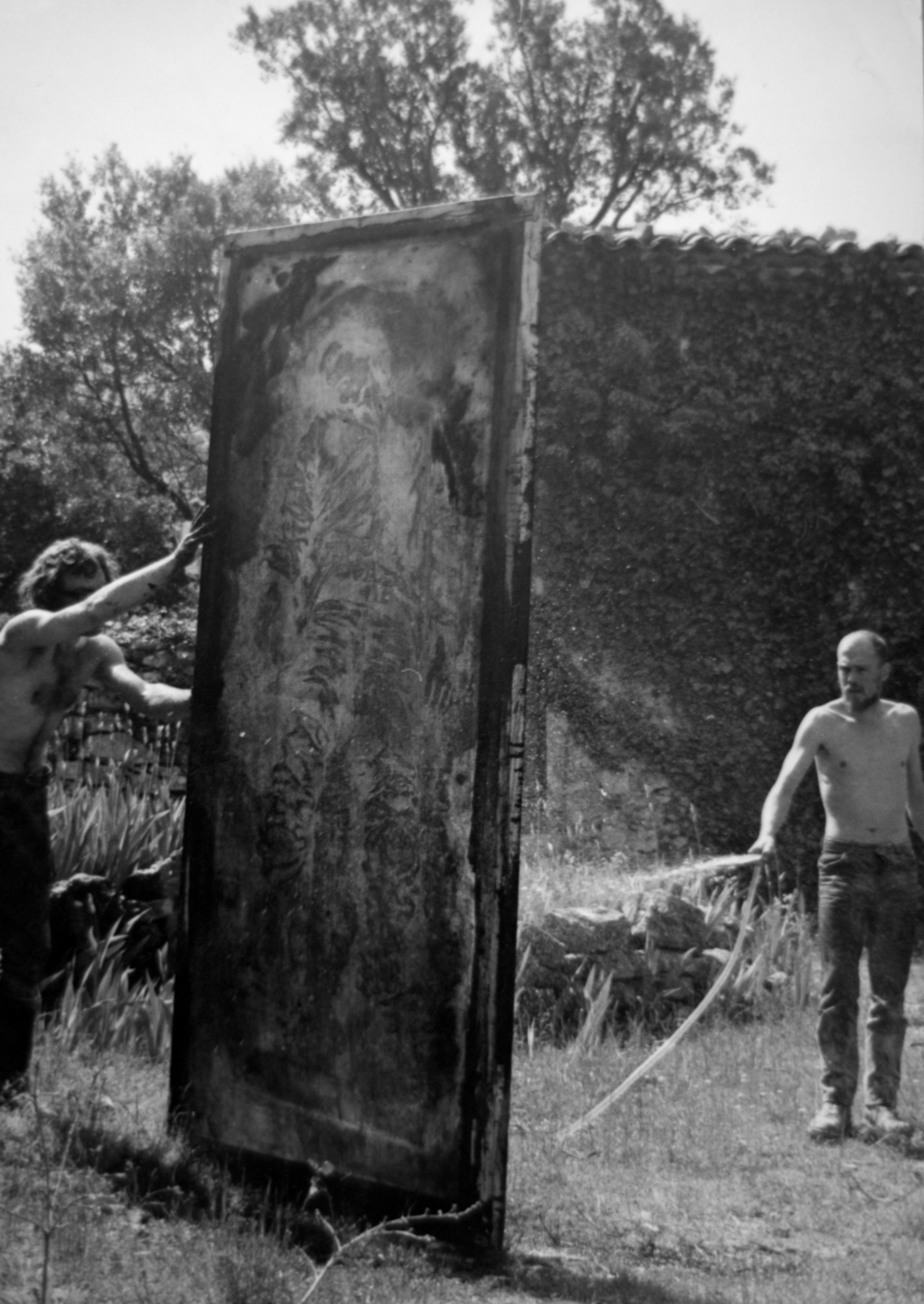
Dacos et Ernest Pignon Ernest.

## Prix
Cette liste est élaborée grâce au livre Dacos, Graveur de Linda Doria, sauf mention contraire.
- Mention Première Biennale Internationale de Gravure de Liège (1968)
- Grand Prix de Gravure de la Ville de Liège (1973)
- Premio Baviera e Agostinho Santos à la Bienal Internacional de Cerveira (Portugal) (2001)
- Premio Aguas do Minho e Lima à la Bienal Internacional de Cerveira (Portugal) (2003)
- Prix de Consécration de la Province de Liège (1999)
- First International Printmaking Triennial, Belgrade (2011)

## Expositions
Nombreuses participations à des Biennales Internationales de Gravure, dont celles de Venise, Florence, Biella et Grado (Italie), Cracovie (Pologne), Ljubliana (Yougoslavie), Bradford (Angleterre), Frechen (Allemagne), Buenos Aires (Argentine), Cul des Sarts, Condé-Bonsecours et Liège (Belgique), Paris, Lyon, Chamaillères et Conflans Ste Honorine (France), Ibiza (Espagne), Vila Nova de Cerveira et Evora (Portugal), Maastricht (Pays-Bas) ou encore Györ (Hongrie).
Il participe également aux expositions internationales de Lisbonne, Estoril (Portugal), Wroclaw (Pologne), Barcelone, Cadaquès (Espagne), Belgrade (Serbie), Carpentras, Lyon, Uzès, La tour d’Aigues, Castillon (France), Brunssum (Hollande) et Munchen (Allemagne), notamment.

## Postérité
Le prix Dacos, destiné à une personnalité de la gravure d'estampe de moins de 35 ans, est remis tous les ans depuis 2015.